# Cronologia da televisão no estado de São Paulo
Esta é a linha cronológica da história da televisão no estado de São Paulo, baseada em eventos e marcos históricos ao longo das décadas seguintes desde sua fundação em 18 de setembro de 1950.

## Década de 1950

### 1950
- Primeira transmissão experimental da TV Tupi em São Paulo, em 10 de setembro de 1950;[1]
- Entra no ar a TV Tupi, canal 3 da cidade de São Paulo, em 18 de setembro de 1950;[2]

### 1952
- Entra no ar a TV Paulista, canal 5 da cidade de São Paulo, em 14 de março de 1952;[3][4]

### 1953
- Entra no ar a TV Record, canal 7 da cidade de São Paulo, em 27 de setembro de 1953;[5]

### 1956
- Era realizada em 11 de abril de 1956, pela TV Record de São Paulo, a primeira transmissão de longa distância utilizando um sistema de link, transmitindo a partida de futebol entre Ponte Preta e Internacional de Limeira, a partir do Estádio Moisés Lucarelli, na cidade de Campinas;[4][6]

### 1957
- Entra no ar a TV Santos, canal 5 da cidade de Santos, em 15 de novembro de 1957. Foi a primeira emissora de televisão fora da capital no estado de São Paulo;[7]
- Iniciam-se as transmissões sistemáticas para o interior do estado de São Paulo, em 11 de dezembro de 1957;[1]

### 1959
- É formada em 20 de julho de 1959, a rede Emissoras Unidas, também conhecida como Rede Unidas de Televisão (RUT), a partir da união entre TV Record de São Paulo e a TV Rio do Rio de Janeiro;[1]
- A TV Record compra o primeiro helicóptero de reportagem a ser utilizado por uma emissora de televisão no Brasil, um Sikorsky S-51 Dragonfly;[8]

## Década de 1960

### 1960
- Entra no ar a TV Excelsior, canal 9 da cidade de São Paulo, em 9 de julho de 1960;[9]
- Entra no ar a TV Bauru, canal 2 da cidade de Bauru, em 1 de agosto de 1960.[10] Foi a primeira emissora de televisão do interior de São Paulo;[11]
- Também em 1 de agosto de 1960, a TV Tupi migra do canal 3 para o canal 4 da cidade de São Paulo para evitar interferências com o futuro canal 2;[12][13]
- Entra no ar a TV Cultura, canal 2 da cidade de São Paulo, em 20 de setembro de 1960, pertencendo inicialmente aos Diários Associados;[14]
- A TV Tupi inaugura na cidade de São Paulo, o primeiro edifício projetado especificamente para sediar estúdios de televisão: a Sede das Emissoras Associadas;[15]

### 1963
- Em 2 de setembro de 1963 era formada a Rede Excelsior de Televisão, unindo a TV Excelsior de São Paulo e a sua filial no Rio de Janeiro;[16]
- A TV Tupi inicia a transmissão experimental em cores com o seriado "Bonanza", utilizando o padrão de transmissão americano NTSC;[13]

### 1966
- As Organizações Globo compram a TV Paulista, canal 5 da cidade de São Paulo, em 24 de março de 1966;[17]

### 1967
- Os Diários Associados vendem a TV Cultura, canal 2 da cidade de São Paulo para o Governo do Estado de São Paulo;[18]
- Entra no ar a TV Globo São Paulo, canal 5 da cidade de São Paulo, substituindo a TV Paulista, em 24 de março de 1967;[19]
- Entra no ar a TV Bandeirantes, canal 13 da cidade de São Paulo, em 13 de maio de 1967;[20]

### 1968
- O Governo do Estado de São Paulo cria a Fundação Padre Anchieta para administrar as emissoras de rádios AM, FM e a TV Cultura;[13][18]

### 1969
- É reinaugurada a TV Cultura, canal 2 da cidade de São Paulo, em 15 de junho de 1969, desta vez sob controle da Fundação Padre Anchieta;[13][14]
- Estreia o Jornal Nacional, na Rede Globo em 1 de setembro de 1969, sendo o primeiro telejornal em rede nacional, inicialmente gerado a partir dos estúdios da TV Globo São Paulo;[13][21]
- É formada em 14 de setembro de 1969, a Rede de Emissoras Independentes (REI), a partir da união entre a TV Record de São Paulo, a TV Rio do Rio de Janeiro e mais nove emissoras de outras capitais do Brasil;[carece de fontes?]

## Década de 1970

### 1970
- Entra no ar a TV Gazeta, canal 11 da cidade de São Paulo, em 25 de janeiro de 1970, sob controle da Fundação Cásper Líbero;[22]
- É cassada a concessão da TV Excelsior, canal 9 da cidade de São Paulo, encerrando as transmissões da emissora em 30 de setembro de 1970

### 1971
- Entra no ar a TV Rio Preto, canal 8 de São José do Rio Preto, em 15 de setembro de 1971, sendo uma afiliada da Rede Tupi;[24]

### 1972
- A TV Bandeirantes de São Paulo se torna a primeira emissora de televisão do Brasil a transmitir toda a sua programação em cores;[25][26]

### 1976
- Silvio Santos se torna sócio da TV Record de São Paulo, possuindo 50% das ações da emissora;[27]

### 1977
- A TV Bandeirantes inicia sua cadeia de emissoras em rede nacional, chamada de Rede Bandeirantes;[carece de fontes?]
- A TV Gazeta se torna a primeira emissora de televisão brasileira a utilizar o chroma key em um programa, em 7 de junho de 1977;[28]

### 1979
- Entra no ar a TV Imperador, canal 4 da cidade de Franca, em 9 de julho de 1979;[29]
- Entra no ar a TV Campinas, canal 12 da cidade de Campinas, em 1 de outubro de 1979;[30]
- Entra no ar a TV Morada do Sol, canal 9 da cidade de Araraquara;[31]

## Década de 1980

### 1980
- É cassada a concessão da TV Tupi, canal 4 da cidade de São Paulo, encerrando suas transmissões em 18 de julho de 1980;[32]
- É formado em 26 de julho de 1980, o Sistema Brasileiro de Televisão (SBT), a partir da união da TV Record de São Paulo, da TVS Rio de Janeiro e de várias emissoras ex-afiliadas da Rede Tupi;[carece de fontes?]
- Entra no ar a TV Ribeirão, canal 7 da cidade de Ribeirão Preto, em 12 de novembro de 1980;[33]

### 1981
- A TV Record de São Paulo compra a TV Imperador, canal 4 da cidade de Franca, em 23 de junho de 1981;[29]
- Entra no ar a TVS São Paulo, canal 4 da cidade de São Paulo, em 19 de agosto de 1981;[34]

### 1982
- Entra no ar a TV Bandeirantes Presidente Prudente, canal 10 da cidade de Presidente Prudente, em 13 de novembro de 1982;[35]
- A TV Globo São Paulo fecha parceria com a TV Gazeta para transmitir em rede nacional, a Corrida Internacional de São Silvestre;[36]

### 1983
- Entra no ar a TV Manchete São Paulo, canal 9 da cidade de São Paulo, em 5 de junho de 1983;[37]

### 1985
- Entra no ar a TV Princesa d'Oeste, canal 6 da cidade de Campinas, em 1 de fevereiro de 1985;[38]
- A TVS São Paulo se torna a cabeça de rede do Sistema Brasileiro de Televisão (SBT) em junho de 1985;[carece de fontes?]

### 1986
- Entra no ar a TV Globo Noroeste Paulista, canal 2 da cidade de São José do Rio Preto, em 21 de abril de 1986;[39]

### 1988
- Entra no ar o SBT Ribeirão Preto, canal 5 da cidade de Ribeirão Preto, em 21 de janeiro de 1988;[40]
- Entra no ar a TV Clube (Ribeirão Preto), canal 17  da cidade de Ribeirão Preto, em maio de 1988;[41]
- Entra no ar a TV Globo Vale do Paraíba, canal 17 da cidade de São José dos Campos, em 1 de outubro de 1988;[42]

### 1989
- São outorgadas pelo Ministério das Comunicações, as primeiras licenças para operadoras de TV paga na cidade de São Paulo, em 24 de março de 1989;[43]
- Entra no ar a EPTV Central, canal 6 da cidade de São Carlos, em 1 de julho de 1989;[44]
- É formado o Grupo EPTV, uma rede de emissoras afiliadas a Rede Globo compostas pela TV Campinas, TV Ribeirão, TV Sul de Minas e a recém criada EPTV Central;[45]
- Edir Macedo compra a TV Record, canal 7 da cidade de São Paulo, em 9 de novembro de 1989;[46][47]
- Entra no ar a TV Canção Nova, canal 35 da cidade de Cachoeira Paulista, em 8 de dezembro de 1989;[48]

## Década de 1990

### 1990
- É inaugurada na cidade de São Paulo, a nova sede da TV Manchete São Paulo no bairro da Casa Verde, em 25 de janeiro de 1990;[49]
- A TVS São Paulo passa a se autodenominar SBT São Paulo;[50]
- A TV Record e suas demais emissoras próprias no interior do estado se unem para formar a Rede Record em 16 de julho de 1990;[carece de fontes?]
- Entra no ar a TV Claret, canal 45 da cidade de Rio Claro, em 7 de setembro de 1990;[51]
- Entra no ar a MTV Brasil, canal 32 da cidade de São Paulo, em 20 de outubro de 1990;[52]
- Entra no ar a TV Sorocaba, canal 36 da cidade de Sorocaba, em outubro de 1990;[53]
- Entra no ar a TV Aliança Paulista, canal 33 da cidade de Sorocaba, em 1 de dezembro de 1990;[54]
- Entra no ar a TV Jovem Pan, canal 16 da cidade de São Paulo, em meados de dezembro de 1990;[55]

### 1991
- Entra no ar a TV Litoral, canal 52 da cidade de São Vicente, em 5 de janeiro de 1991;[56]
- Iniciam-se os serviços da TVA, operadora de TV por assinatura pertencente ao Grupo Abril, em 3 de junho de 1991;[57]
- Entra no ar a TV Beira-Rio, canal 32 da cidade de Piracicaba;[carece de fontes?]
- Entra no ar a Globosat, programadora de TV por assinatura pertencente ao Grupo Globo em 10 de novembro de 1991. Em sua fase inicial, a Tecsat foi responsável pela transmissão e distribuição do seu sinal;[58]
- Entra no ar a TV Interior, canal 7 da cidade de Araçatuba, em 15 de novembro de 1991;[59]
- É formada em 20 de novembro de 1991, a rede CNT Gazeta, a partir da união entre TV Gazeta de São Paulo e a CNT de Curitiba;[60]

### 1992
- Entra no ar a TV Tribuna, canal 18 da cidade de Santos, em 1 de fevereiro de 1992;[61]
- Entra no ar a TV Mar, canal 8 da cidade de Santos, em 20 de fevereiro de 1992;[62]
- Entra no ar a TV Brasil (TVB), canal 12 da cidade de São Vicente, em 17 de junho de 1992;[63]

### 1994
- Entra no ar a TV Fronteira Paulista, canal 13 da cidade de Presidente Prudente, em 1 de junho de 1994;[64]
- Entra no ar a Rede Mulher, canal 9 da cidade de Araraquara, retransmitida no canal 42 da cidade de São Paulo, substituindo a TV Morada do Sol, em 8 de agosto de 1994;[65][66]

### 1995
- Entra no ar a Rede Vida, canal 11 da cidade de São José do Rio Preto e canal 40 da cidade de São Paulo, em 1 de maio de 1995;[67]
- Entra no ar o Canal Brasileiro da Informação (CBI), canal 16 da cidade de São Paulo, substituindo a TV Jovem Pan, em meados de julho de 1995;[68][69]
- Com o fim da TV Jovem Pan, a Rede Record compra a antiga sede da emissora no bairro da Barra Funda, em São Paulo;[70]
- Entra no ar a TV Prevê, canal 32 da cidade de Bauru, em 1 de novembro de 1995;[71]

### 1996
- Entra no ar a SRTV, canal 14 da cidade de Amparo, em 4 de abril de 1996;[carece de fontes?]
- É inaugurado na cidade de Osasco, o CDT da Anhanguera, a nova sede do Sistema Brasileiro de Televisão, em 19 de agosto de 1996;[72]
- Entra no ar o Canal 21, canal 21 da cidade de São Paulo, em 21 de outubro de 1996;[73]
- Entra no ar a Rede Gospel, canal 53 da cidade de São Paulo, em 25 de dezembro de 1996;[74]
- É inaugurada na cidade de São Paulo, a Torre da Band, a maior torre de transmissão de televisão do Brasil com 212 metros de altura, em 31 de dezembro de 1996;[75]

### 1997
- Entra no ar a CNT Interior, canal 52 da cidade de Americana;[76]
- Entra no ar a Santa Cecília TV, canal 52 da cidade de Santos, substituindo a TV Litoral, em 26 de janeiro de 1997;[77]

### 1998
- Após 45 anos, a Rede Record se transfere oficialmente para a nova sede da Barra Funda, encerrando as atividades na antiga sede do bairro de Moema;[78]
- Entra no ar a Rede Família, canal 44 da cidade de Limeira, em 1 de agosto de 1998;[79]

### 1999
- É inaugurada na cidade de São Paulo, a nova sede da TV Globo São Paulo no bairro da Brooklin, em 29 de janeiro de 1999;[80]
- Entra no ar a TV Record Bauru, canal 4 da cidade de Bauru, substituindo a TV São Paulo Centro, em 13 de abril de 1999;[carece de fontes?]
- A Igreja Universal do Reino de Deus se torna sócia da Rede Mulher, comprando 50% das ações da emissora.[81] No mesmo ano, a emissora teve sua sede transferida para os antigos estúdios da TV Record São Paulo, no bairro de Moema;[82]
- Sai do ar a TV Manchete São Paulo em 15 de maio de 1999, sendo substituída por uma emissora transitória nomeada TV!;[83]
- Entra no ar a RedeTV!, canal 9 da cidade de São Paulo, substituindo em definitivo a TV Manchete São Paulo em 15 de novembro de 1999;[84]

## Década de 2000

### 2000
- Entra no ar a TV Diário, canal 14 da cidade de Mogi das Cruzes, em 1 de maio de 2000;[85]
- Acaba a parceria entre TV Gazeta e a CNT, desfazendo assim, a rede CNT Gazeta em meados de junho de 2000;[86]
- Entra no ar a ITV Brasil, canal 50 da cidade de Itatiba, em 1 de novembro de 2000;[87]
- Entra no ar a TV Shop Tour, canal 46 da cidade de São Paulo;[88]

### 2002
- Em março de 2002, as Organizações Globo colocam a venda diversas emissoras locais próprias do interior de São Paulo, incluindo a TV Globo Vale do Paraíba, TV Globo Noroeste Paulista, TV Modelo, TV Aliança Paulista, TV Progresso, dentre outras.[89]
- Entra no ar a VTV, canal 46 da cidade de Santos, em 5 de abril de 2002;[90]

### 2003
- Entra no ar a Nova Geração de Televisão, canal 48 da cidade de São Paulo, em 8 de outubro de 2003;[91][92]
- É formada em 1 de maio de 2003, a TV TEM, uma rede de afiliadas da Rede Globo pertencentes ao grupo Traffic, compostas pelas antigas TV Progresso, TV Modelo, TV Aliança Paulista e a recém criada TV TEM Itapetininga;[93][94]
- É formada em 21 de agosto de 2003, a Rede Vanguarda, uma rede de afiliadas da Rede Globo composta pela antiga TV Globo Vale do Paraíba e pela recém criada TV Vanguarda Taubaté;[95]

### 2004
- A Rede Vida ganha nova concessão e migra do canal 40 para o canal 34 da cidade de São Paulo;[carece de fontes?]

### 2005
- Entra no ar a Mix TV, canal 14 da cidade de São Paulo, em 21 de janeiro de 2005;[96]
- Entra no ar a TV Novo Tempo, canal 56 da cidade de Jacareí;[97][98]
- Entra no ar a TV Aparecida, canal 59 da cidade de Aparecida e canal 36 na cidade de São Paulo, em 8 de setembro de 2005;[99]
- Entra no ar a TV da Gente, canal 50 da cidade de São Paulo, em 20 de novembro de 2005;[100][101]

### 2006
- A TV da Gente migra do canal 50 para o canal 24 da cidade de São Paulo para evitar interferências com as transmissões experimentais da TVA e da Telefónica;[102]
- Entra no ar a PlayTV, canal 21 da cidade de São Paulo, substituindo o Canal 21, em 5 de junho de 2006;[103]
- Entra no ar a TVE São Carlos, canal 48 da cidade de São Carlos, em 5 de novembro de 2006;[104]

### 2007
- Sai do ar a TV da Gente, canal 24 da cidade de São Paulo, em meados de janeiro de 2007;[105]
- Entra no ar a Rede Brasil de Televisão, canal 59 da cidade de São Paulo, em 7 de abril de 2007;[106][107]
- Entra no ar a Record News, canal 9 da cidade de Araraquara e canal 42 da cidade de São Paulo, substituindo a Rede Mulher, em 27 de setembro de 2007;[108]
- São inauguradas em 2 de dezembro de 2007, as transmissões de TV digital na cidade de São Paulo através de oito emissoras: SBT, Globo, Record, RedeTV!, Gazeta, Band, TV Cultura e MTV;[109]
- Entra no ar a TV Brasil, canal 69 da cidade de São Paulo, em 2 de dezembro de 2007;[110][111]
- Entra no ar a STZ TV, canal 59 da cidade de Sertãozinho, em 17 de dezembro de 2007;[carece de fontes?]

### 2008
- Entra no ar o Canal 21, canal 21 da cidade de São Paulo, substituindo a PlayTV, em 7 de julho de 2008;[112]

### 2009
- O canal 33 era um canal de assinatura codificado que transmitia a Ideal TV para os assinantes da TVA. Em 1 de junho de 2009, a Abril Radiodifusão passou a transmitir o Ideal em sinal aberto até a data de sua extinção em 20 de julho de 2009;[carece de fontes?]
- A TV Cultura passa a transmitir em multi transmissão os canais Univesp TV (canal 2.2 da cidade de São Paulo) e MultiCultura (canal 2.3 da cidade de São Paulo) em 26 de agosto de 2009;[113][114]
- Entra no ar a Mega TV, canal 16 da cidade de São Paulo, substituindo a Mix TV, em 15 de outubro de 2009;[115]
- Entra no ar a Mix TV, canal 14 da cidade de São Paulo, substituindo a RBI, em 15 de outubro de 2009;[116]
- É inaugurado na cidade de Osasco, o Centro de Televisão Digital, a nova sede da RedeTV!, em 13 de novembro de 2009;[117]

## Década de 2010

### 2010
- Entra no ar a RedeTV! 3D, canal 29 da cidade de São Paulo, em 23 de fevereiro de 2010. Foi o primeiro canal de televisão aberta do Brasil e do mundo a transmitir programação em 3D estereoscópico;[118]
- Entram no ar a TV Câmara (canal 61 da cidade de São Paulo), TV Justiça (canal 64 da cidade de São Paulo) e Ponto Jus (canal 64.2 da cidade de São Paulo), em 24 de abril de 2010;[carece de fontes?]
- Entra no ar a TV Esporte Interativo, canal 36 da cidade de São Paulo, substituindo a TV Aparecida, em 10 de junho de 2010;[119][120]
- Entra no ar a TV Ara, canal 31 da cidade de Araraquara, em 22 de agosto de 2010[121]
- Entra no ar a TVT, canal 46 da cidade de Mogi das Cruzes, em 23 de agosto de 2010;[122][123]

### 2011
- Entra no ar o Terraviva, canal 49 da cidade de São Paulo, em 26 de março de 2011;[123]
- Entra no ar a TV Abril, canal 33 da cidade de São Paulo, em 23 de junho de 2011;[124]
- Entra no ar a TV Aparecida, canal 41 da cidade de São Paulo, em 7 de julho de 2011;[125]
- Entra no ar a Top TV, canal 33 da cidade de São Paulo, substituindo a TV Abril, em 13 de outubro de 2011;[124]

### 2012
- Entra no ar a TV Cristã, canal 58 da cidade de São Paulo, em 15 de setembro de 2012;[carece de fontes?]
- Entra no ar a TV Câmara SP, canal 61 da cidade de São Paulo, em 11 de dezembro de 2012;[126][127]

### 2013
- Entra no ar a TVZ, canal 55 da cidade de São Paulo, em 4 de junho de 2013;[carece de fontes?]
- Sai do ar a MTV Brasil em 30 de setembro de 2013, sendo substituída pela Ideal TV;[128]
- A Ideal TV e a Abril Radiodifusão são vendidas para o grupo Spring Comunicação em 18 de dezembro de 2013;[129]

### 2014
- Entra no ar a TV da Cidade de SP, canal 35 da cidade de Francisco Morato, em agosto de 2014;[130]
- Entra no ar o Multicultura Educação, canal 2.3 da cidade de São Paulo, substituindo o Multicultura, em 15 de novembro de 2014;[131]

### 2015
- A TV Cultura migra do canal 2 para o canal 6 da cidade de São Paulo em 13 de maio de 2015, os canais de multiprogramação também foram transferidos;[carece de fontes?]
- A TV Aparecida migra do canal 41 para o canal 2 da cidade de São Paulo em 27 de maio de 2015, ocupando o espaço deixado pela TV Cultura;[132]
- A EBC migra a TV Brasil e a NBR para os canais 3.1 e 3.2 da cidade de São Paulo em 31 de maio de 2015.[133]
- A RedeTV! encerra as suas transmissões em 3D estereoscópico em 19 de junho de 2015;[134]
- Entra no ar a TVCi, canal 25 da cidade de São Paulo, em 23 de junho de 2015;[135]
- Entra no ar a Rede ABC, canal 50 da cidade de São Caetano do Sul;[carece de fontes?]

### 2016
- Entra no ar a TV Guarulhos, canal 12 da cidade de Guarulhos, em 6 de janeiro de 2016;[136]
- Entra no ar a TV8, canal 55 da cidade de São Paulo, em 12 de fevereiro de 2016;[carece de fontes?]

### 2017
- Cumprindo a determinação da ANATEL, as vinte e quatro emissoras de televisão da Região Metropolitana de São Paulo encerram as suas transmissões analógicas em 29 de março de 2017;[137]

- Em 20 de dezembro de 2017, as emissoras de televisão da Baixada Santista encerram as suas transmissões analógicas, iniciando o cronograma de desligamento do sinal analógico de televisão no interior do estado de São Paulo;[138]

### 2018
- Em 17 de janeiro de 2018, as emissoras de televisão das regiões metropolitanas de Campinas, Sorocaba e do Vale do Paraíba encerram as suas transmissões analógicas;[139][140][141]
- Em 21 de fevereiro de 2018, as emissoras da região de Ribeirão Preto encerram as suas transmissões analógicas;[142]
- Em 21 de fevereiro de 2018, as emissoras de São Carlos e da região, encerram as suas transmissões analógicas;[143]
- Em 28 de março de 2018, o desligamento do sinal analógico se dá nas emissoras das regiões de Bauru e Presidente Prudente;[144][145]
- Em 18 de abril de 2018, as emissoras da região de São José do Rio Preto encerram suas transmissões em sinal analógico de televisão;[146]
- Sai do ar a TV Esporte Interativo, canal 36 da cidade de São Paulo, em 25 de setembro de 2018;[147]
- No período que vai até 28 de novembro de 2018, as demais cidades e emissoras que ainda transmitiam em sinal analógico no estado de São Paulo tiveram que desligar seus transmissores e se adaptarem ao novo padrão brasileiro de transmissão digital de televisão;[148][149][150][151]

## Década de 2020

### 2020
- A Multicultura Educação passa a se autodenominar TV Educação, em 2 de março de 2020;[152]
- Entra no ar a TV Mais Família, canal 36 da cidade de São Paulo, em 20 de novembro de 2020;[153]
- Entra no ar a Loading, canal 32 da cidade de São Paulo, substituindo a Ideal TV, em 7 de dezembro de 2020;[154]

### 2021
- Entra no ar a TV Templo, canal 10 da cidade de São Paulo, substituindo a Rede Brasil de Televisão, em 2 de março de 2021;[155][156]
- Entra no ar a Rede Brasil de Televisão, canal 50 da cidade de São Caetano do Sul, substituindo a TV Metropolitana, em 2 de março de 2021;[156][157]
- Entra no ar a TV Thathi Vale, canal 22 da cidade de São José dos Campos, em 9 de maio de 2021;[158]
- É cassada a concessão da Loading, canal 32 da cidade de São Paulo, em 19 de agosto de 2021.[159] A emissora seguiu no ar até o dia 28 de novembro do mesmo ano, sendo substituída posteriormente pela Ideal TV;[160]